# Triết đuôi dài
Triết dài đuôi (danh pháp hai phần: Mustela frenata) là một loài động vật thuộc Họ Chồn phân bố từ miền nam Canada đến khắp cả Hoa Kỳ và Mexico, phía nam thông qua tất cả các Trung Mỹ và vào miền bắc Nam Mỹ.
Triết đuôi dài là sản phẩm của một quá trình bắt đầu 5-7 triệu năm trước đây, khi các cánh rừng phía bắc đã được thay thế bằng cách mở đồng cỏ, do đó thúc đẩy sự phát triển bùng nổ của động vật gặm nhấm nhỏ ở hang. Tổ tiên triết đuôi dài lớn hơn kích thước loài chồn này hiện tại, và trải qua một giảm kích thước để khai thác nguồn thức ăn mới. Triết đuôi dài xuất hiện ở Bắc Mỹ 2 triệu năm trước, ngay trước khi chồn ecmin phát triển như là hình ảnh phản chiếu của nó ở lục Á-Âu. Loài chồn này phát triển mạnh trong thời kỳ băng hà, như kích thước nhỏ bé của mình và cơ thể lâu dài cho phép nó dễ dàng hoạt động bên dưới tuyết, cũng như đi săn trong hang hốc. Triết đuôi dài và chồn ecmin vẫn tách ra cho đến khi nửa triệu năm trước đây, khi mực nước biển hạ thấp xuóng tiếp xúc với cầu đất liền Bering, do đó cho phép chồn ecmin qua vào Bắc Mỹ..